# هاني رشيد
هاني رشيد مهندس معماري ومحاضر كندي من أصل مصري مؤسس مشارك لشركة أسيمتوت (بالإنجليزية: Asymptote Architecture)‏ للهندسة المعمارية مع زوجته ليز آن كوتور، ولد سنة 1958 في القاهرة لأب مصري وأم إنجليزية هاجرت عائلته في صغره إلى إنجلترا ثم استقرت في مدينة أونتاريو الكندية، أخوه هو المصمم كريم رشيد.

سنة 1983 نال شهادة البكالوريوس في الهندسة المعمارية من جامعة كارلتون الكندية التي تعرف فيها على زوجته المستقبلية وشريكته في تأسيس الشركة، حصل على درجة ماستر في الهندسة سنة 1985 من أكاديمية كرانبروك للفنون في ميشيغان.

## أعماله الهندسية
أسس شركة أسيمتوت للهندسة سنة 1989 بشراكة مع زوجته المهندسة ليز آن كوتور وأتخد مدينة نيويورك مقرا لها. (كلمة أسيمتوت تعني حرفيا: خط التقارب) .
عرفت الشركة بدمج الهندسة المعمارية مع التقنية المعلوماتية لإنشاء نمط هجين.
عرفت الشركة بمشاريع كبيرة مثل 166 بيري ستريت برج سكني فخم في الجهة الغربية لمنهاتن وفندق ياس أبوظبي المتواجد ضمن حلبة مرسى ياس وجناح هيدرابيير في مدينة هارلمرمير الهولندية.
محفظته الإستثمارية تضم أيضا بروفايلات داخلية لمجموعة أعمال مثل: تهيئة طابق المعاملات الرقمية في بورصة نيويورك. ومجموعة دار الأزياء البرازيلية Carlos Miele كارلوس ميلي  وتهيئة محلاتها في باريس. وشركة أليسي Alissi الإيطالية للتجهيزات المنزلية والأواني المطبخية. و مركز التجاري العالمي في مدينة بوسان الكورية وبرج ستراتا التجاري في أبو ظبي